# اوکرائینسک

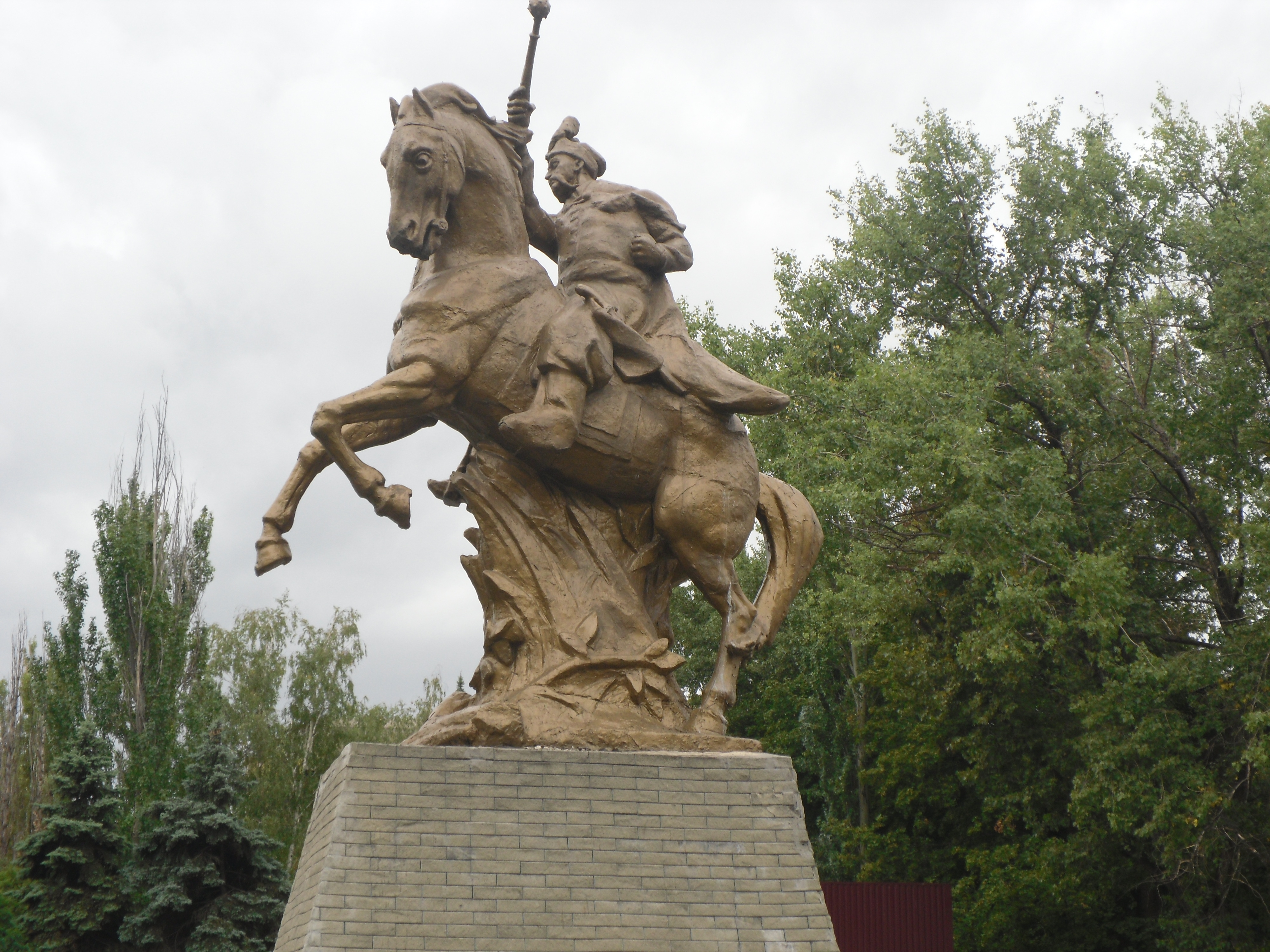
نمایی از تندیس بوگدان خملنیتسکی در شهر اوکرائینسک - ۲۰۱۷

شهر اوکرائینسک (به روسی: Українськ) در استان دونتسک در کشور اوکراین واقع شده‌است. جمعیت این شهر ۱۳٬۲۳۶ نفر  است.